# Уорън (окръг, Ню Йорк)
Окръг Уорън (на английски: Warren County) е окръг в щата Ню Йорк, Съединени американски щати. Площта му е 2414 km², а населението - 64 532 души (2017). Административен център е град Куийнсбъри.